# Maurice Prather
Maurice William Prather (Miami, 6 settembre 1926 – Kansas City, 9 gennaio 2001) è stato un fotografo e regista statunitense.
Prather e la sua famiglia vivevano a Kansas City, Missouri, dal 1930, quando il padre trovò lavoro in un locale d'affari chiamato Greenwood. La famiglia era composta, oltre che da Maurice, dal padre Maurice J. Prather, meccanico e falegname, dalla madre, Zora M. Prather, e da una giovane sorella, Laura Jo. I genitori erano entrambi originari del Missouri.
Alla fine delle superiori, Prather iniziò a interessarsi di fotografia e trovò un lavoro pomeridiano come assistente di un cameraman e tecnico di laboratorio presso la Calvin Company a Kansas City, la più grande società di produzione di film industriali in tutto il mondo. Nel 1944, Prather non si arruolò come la maggior parte dei giovani (probabilmente a causa di un problema fisico). Trovò invece lavoro come fotografo di aeroplani da guerra alla North American Aviation a Kansas City. Nel 1945, egli divenne un fotografo di ingegneria alla Trans World Airlines (TWA), che per molti anni ebbe un hub a Kansas City. Vivendo ancora con i genitori a Kansas City, tornò ancora una volta alla Calvin Company come assistente cameraman per film industriali. Per qualche ragione, decise di abbandonare tutto per lavorare come impiegato da Sears-Roebuck, grande magazzino di Kansas City.
Nel 1949, decise di iscriversi all'università e scelse il corso di giornalismo presso l'Università di Kansas a Lawrence. Ottenuta la laurea in giornalismo nel giugno 1953, andò a lavorare a tempo pieno alla Centron, dove già aveva avuto un lavoro part-time da studente. Prather ci restò dieci anni, producendo un centinaio di film educativi e industriali. Iniziò anche a lavorare come fonico e successivamente passò alla regia dei film. Alla Centron Prather incontrò Rozanne, che sposò nel 1950. Conobbe anche il regista Herk Harvey.
Nel 1959, il negozio di fotocamere Mosser-Wolf della Centron, fu venduto a un gruppo di soci tra cui vi era Prather, che vi lavorò con successo fino al 1962 quando si trasferì a Lawrence. Nel 1961, Prather partecipò al film Carnival of Souls di Herk Harvey, un lungometraggio innovativo la cui cinematografia influenzò il cinema horror e la fantascienza, anche se il film non fu veramente noto al pubblico fino al 1989. Nel 1962 Prather lasciò Lawrence con la moglie per lavorare come coordinatore dei servizi e fotografo per la Horizon Productions, un piccolo studio di produzione cinematografica. Nel 1967, Prather si spostò alle imprese Coleman Film, un'altra società educativa, che ha sede a Shawnee Mission, Kansas. Prather lavorò come fotografo fino al 1977, quando lui e sua moglie (da cui ebbe due figlie, Anne e Stefanie), si trasferirono in California, dove Prather tentò di fare una carriera cinematografica a Hollywood. Ebbe poco successo. Prather morì all'età di 74 anni a casa sua in Kansas City per insufficienza renale.
Rimarrà famoso e ampiamente elogiato per la sua innovativa e creativa fotografia nel film Carnival of Souls.